# Angelic Baby
「Angelic Baby」（エンジェリック・ベイビー）は、大沢誉志幸の21枚目のシングル。1993年10月1日にEpic/Sony Recordsより8cmCDでリリースされた。

## 解説
大沢の1993年2枚目のシングル。
当シングルは大沢の10作目のオリジナル・アルバム『MASQUERADE』と同日に発売された。

## 収録曲
全作曲：大沢誉志幸
1. Angelic Baby（6：17）
  - 作詞：西尾佐栄子／編曲：小倉博和・小滝みつる・大沢誉志幸
  - バッキング・ボーカルとしてCHARAが参加している。
  - アルバム『MASQUERADE』に収録されているアルバムヴァージョンは6分35秒と18秒長い。
2. 夕やけ（5：35）  　
  - 作詞：尾上文／編曲：小倉博和

## 参考資料
- アルバム『MASQUERADE』（Epic/Sony Records、1993年）
- アルバム『TraXX －Yoshiyuki Ohsawa Single Collection』（ソニー・ミュージックダイレクト、2010年）